# ميلوتين نيديتش
ميلوتين نيديتش (بالصربية: Милутин Недић)‏ (26 أكتوبر 1882 - 1945) جنرال في الجيش الملكي اليوغوسلافي ورئيس هيئة الأركان العامة للجيش قبل اندلاع الحرب العالمية الثانية. جرى استبداله في أواخر عام 1938، وقاد فيما بعد مجموعة الجيش الثانية خلال غزو دول المحور الذي قاده الألمان ضد يوغوسلافيا في أبريل 1941 خلال الحرب العالمية الثانية. أثناء الغزو، وقع أسيرا في يد الألمان واحتجز في معسكر أسرى الحرب. سمح الألمان لنيديك بالعودة إلى بلغراد في عام 1942، وفي أكتوبر 1944 غادر إلى النمسا، حيث مات منتحرا في عام 1945.